# Myricylpalmitaat
Myricylpalmitaat is een organische verbinding met als brutoformule C46H92O2. Het is de ester van palmitinezuur met myricylalcohol.

## Synthese
Myricylpalmitaat kan bereid worden door palmitinezuur met myricylalcohol te laten reageren, onder invloed van een sterk zuur (doorgaans zwavelzuur) als katalysator:
{\displaystyle \mathrm {C_{15}H_{31}COOH\ +\ C_{30}H_{61}OH\longrightarrow \ C_{15}H_{31}COOC_{30}H_{61}\ +\ H_{2}O} }

## Voorkomen
Myricylpalmitaat komt in de natuur voor als belangrijkste bestanddeel (75%) van bijenwas. Een verwante structuur die ook in bijenwas en in walschot voorkomt is cetylpalmitaat.